# الرابطة الدولية للأخشاب
الرابطة الدولية للأخشاب، منظمة دولية تأسست عام 1946 لتعنى بشؤون الأخشاب والغابات والبيئة، ويقع مقرها الرسمي في مدينة براونشفايغ الألمانية.

## التأسيس
تأسست الرابطة الدولية للأخشاب بتاريخ 7 يونيو 1946.

## المقر
يقع المقر الرسمي للرابطة الدولية للأخشاب في مدينة براونشفايغ في ألمانيا.

## جائزة فيلهلم كلوديتز الدولية
تمنح الرابطة الدولية للأخشاب جائزة فيلهلم كلوديتز الدولية لأبحاث الخشب والغابات وحماية البيئة "Wilhelm Klauditz"، حيث تأسست الجائزة عام 1988، وكانت تمنح كل أربعة سنوات، ثم أصبحت تمنح كل ثلاثة سنوات.

### قائمة الفائزين بالجائزة
- 1988: إدمون روفائيل (أول فائز بالجائزة).[1]
- 1992: كلاوس ريختر.[2]
- 1996: بيتر جلوس.[3]
- 2000: رولاند فيشر، ومايكل أورتيل، وهانز جيتيل، وإيوالد ويستفال.[4]
- 2003: إنجريد فوكس، وكريستوف راتز.[5]
- 2006: بير هالر، وديتمار هوسير، ومايكل دهن، وبيورن كامبماير، وتوماس بورش.[6]
- 2009: هندريك وست، وأولريش شوارز، وأندريه واجنفور، وإيكهارد باير، وإريني جانسن، وريكو ريشنير.[7]
- 2012: المعهد الفدرالي للتكنولوجيا في زيورخ بسويسرا، ومعهد مواد البناء.[8]
- 2015: توبياس شوين.[9]
- 2018: أندريه واجنفور، وجافان أوكتاي.[10]
- 2021: بيورن كامبمير، ديرك كروس، أندريه زوبيل.

## وصلات خارجية
- الموقع الإلكتروني الرسمي للرابطة الدولية للأخشاب